# Pseudaenidea
Pseudaenidea es un género de insecto coleóptero de la familia Chrysomelidae.

## Especies
Las especies de este género son:
- Pseudaenidea elegans (Harold, 1879)
- Pseudaenidea limbata Laboissiere, 1938
- Pseudaenidea monardi Laboissiere, 1930